# Economia d'Haití
L'Economia d'Haití és la més pobra d'Amèrica i de l'Hemisferi nord, és a dir, Haití és país amb menor PIB per capita i un dels més desiguals del món. La seva renda per capita és al voltant d'una desena part la dels seus veïns de la regió del Carib. Es calcula que l'atur a Haití és d'un 20% (any 2010).
El 69% per cent de les exportacions es destinen als Estats Units.

## Política econòmica recent
El PIB va decréixer en l'any fiscal del 2001 després de sis anys de creixement. La caiguda va ser d'1,1% i 0,9% en els anys fiscals de 2001 i 2002. L'estabilitat macroeconòmica va ser fortament afectada per la incertesa política, el col·lapse de cooperatives bancàries informals, grans dèficits pressupostaris, baixes inversions i reduït flux de capitals internacionals, incloent la suspensió de préstecs per endarreriments amb BID i el Banc Mundial.

L'economia haitià es va estabilitzar en 2003. Encara que l'any fiscal 2003 va iniciar amb la depreciació del gourde a causa de rumors que els dipòsits en dòlars s'anaven a nacionalitzar i l'eliminació del subsidi als combustibles, el govern va poder estabilitzar al gourde en prendre la decisió de deixar surar els preus dels combustibles d'acord amb els preus mundials i elevar les taxes d'interès. El govern va fer acords amb el Fons Monetari Internacional en un programa monitorat, seguit del pagament d'endarreriments per $32 milions al BID al juliol. Aquests pagaments van aplanar el camí per a nous préstecs amb aquesta institució financera. El BID va desemborsar $35 milions d'un préstec de $50 milions al juliol i va començar a desemborsar préstecs prèviament acordats totalitzant $146 milions. El BID, el FMI i el Banc Mundial també van analitzar la possibilitat de nous préstecs amb el govern. Molt d'això dependria de l'adhesió del govern a les metes fiscals i econòmiques, com el pagament dels endarreriments amb el Banc Mundial ($30 milions, al 30 de setembre de 2003).
El PIB per capita en 2002 era de $425 i es preveia que continués decreixent a causa del creixement d'1,3% de la població. El principal element són les remeses, les quals van reportar $931 milions en 2002. L'ajuda financera internacional ha decrescut des de 1995, l'any en què el govern electe va ser restaurat en el poder; quan més de $600 milions en ajudes va ser proveït per la comunitat internacional. Els treballadors en Haití tenen dret a associació. El pagament mínim legal de 36 gourdes per dia (aproximadament US$ 1,80) aplica a la majoria dels treballadors del sector formal. Recentment el president René Préval, reelegit per a un segon mandat en 2006 s'ha adherit a la iniciativa Alternativa Bolivariana de les Amèriques i ha establert llaços estratègics amb països de la regió que apunten a un canvi en l'orientació general de les polítiques econòmiques de les últimes dues dècades.
L'economia del país va sofrir un dur revés el gener de 2010, quan un terratrèmol de magnitud 7,0 va destruir gran part de la seva capital, Port-au-Prince i àrees veïnes. El terratrèmol va causar més de 7,8 mil milions de dòlars en danys i va produir una contracció del PIB de 5,4% en aquell any. La pobresa, la corrupció, la vulnerabilitat a desastres naturals i el baix nivell d'educació de la seva població són els més seriosos obstacles al creixement econòmic.